# Antwaine Wiggins
Antwaine Jermaine Wiggins (Greeneville, 23 dicembre 1988) è un cestista statunitense.
È nipote di Mitchell Wiggins e cugino di Andrew e Nick Wiggins, a loro volta cestisti.

## Palmarès
- Campione NBA D-League (2017)